# Note de passage

Notes de passage sur le Ier degré

En harmonie tonale, une note de passage est une note étrangère qui relie conjointement deux notes réelles distinctes.
Une note de passage forme une dissonance passagère. On peut dire qu'une note de passage est une broderie dont la note résolutive est différente de sa note préparatoire.
La liaison entre les notes réelles se fait par mouvement mélodique conjoint : la note préparatoire de la note de passage est la note précédente conjointe, sa note résolutive est la note suivante conjointe. Note préparatoire et note résolutive sont généralement des notes réelles de l'accord. Mais elles peuvent être aussi d'autres notes de passage, l'essentiel étant que, dans une succession de notes ascendante ou descendante, la première et la dernière notes de cette succession soient des notes réelles placées sur des temps forts ou des parties fortes de temps.

## Emplacement et variantes
La note de passage est ordinairement placée sur un temps faible ou une partie faible de temps (exemples ci-dessus). Lorsqu'elle se trouve sur un temps fort ou une partie forte de temps, il faut qu'elle soit de courte durée, sinon, elle doit être analysée comme une appoggiature.
Les notes de passage peuvent être simultanées (mesures 2 et 3).
Remarques:
1. Une note de passage peut être altérée sans pour autant entraîner une modulation — en cas de mouvement chromatique par exemple.
2. Dans le mode mineur, les notes de passage ascendantes font partie du mineur mélodique ascendant, les notes de passage descendantes, du mineur mélodique descendant.
3. Une note de passage ne doit pas entraîner des consonances parfaites successives par rapport aux notes réelles de l'accord.